# Lisburn
Lisburn (írül Lios na gCearrbhach) Észak-Írország hatodik legnagyobb városa. 49 890 lakosa van a 2020 népszámlálási előrejelzés szerint.